# Sislioba, Demirköy
Sislioba là một xã thuộc huyện Demirköy, tỉnh Kırklareli, Thổ Nhĩ Kỳ. Dân số thời điểm năm 2011 là 128 người.